# センチュリー21 (不動産業)
センチュリー21リアルエステートLLC（英: Century 21 Real Estate LLC、通称: センチュリー21）は、世界規模の不動産業者のフランチャイズ企業である。世界80の国と地域にある約9,400の独立系フランチャイズブローカーオフィスと127,000人以上の営業マンで構成されている。1971年に設立された。アメリカ合衆国ニュージャージー州マディソンに本社を置く。

## 歴史
センチュリー21リアルエステートは、カリフォルニア州オレンジ郡で、2人の不動産業者、アーサー・E・バートレットとマーシュ・フィッシャーによって1971年に設立された。
バートレットは、社名決定の経緯を次のように説明している。

1991年から2018年まで使用されたロゴ

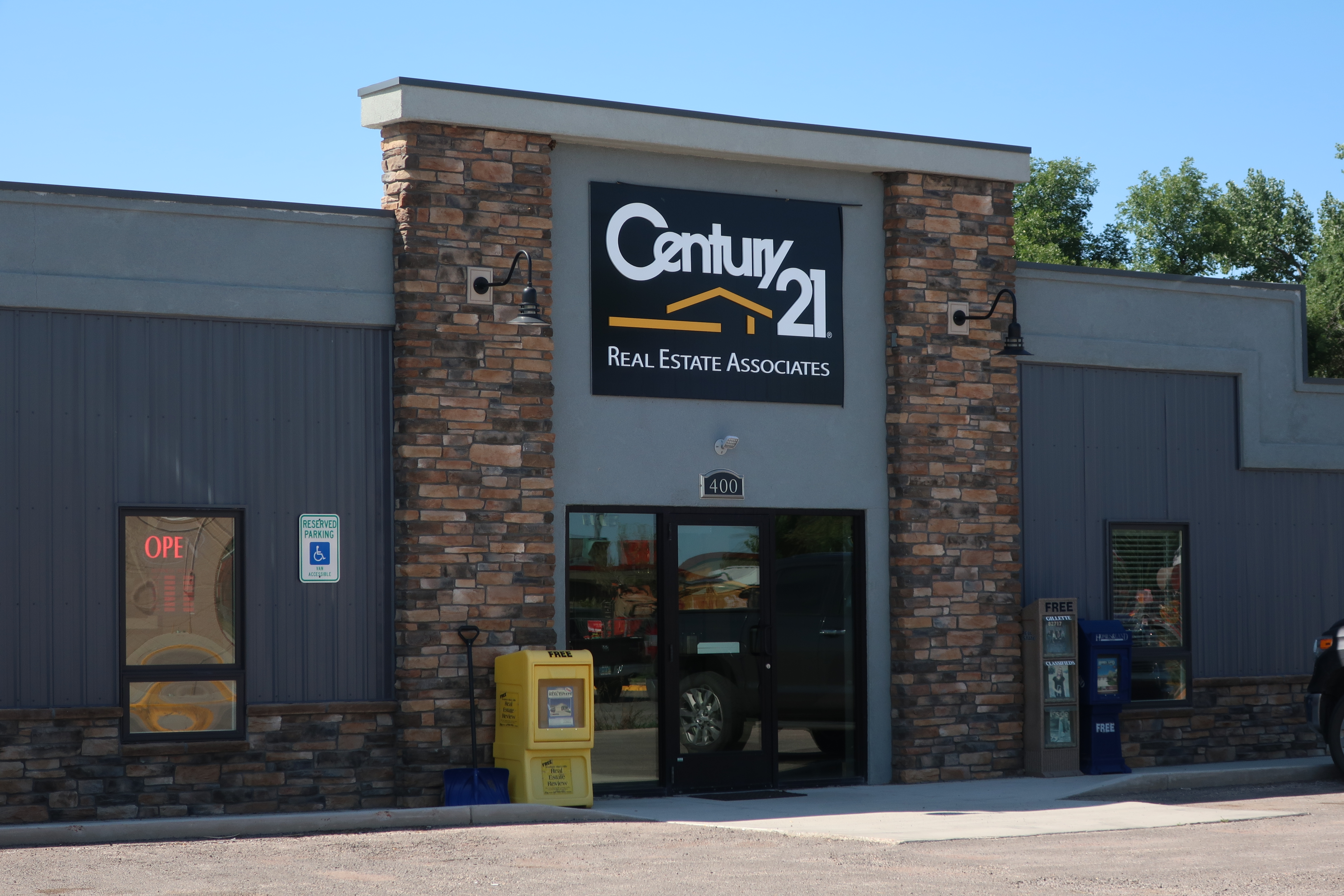
ワイオミング州ジレットにあるセンチュリー21のフランチャイジー

センチュリー21は、1979年にトランス・ワールド・コーポレーションに買収された。同社はホスピタリティ事業に注力することを決定していた。1985年にはメットライフがセンチュリー21を買収した。1995年、メットライフが住宅事業からの撤退を決め、ホスピタリティ・フランチャイズ・システムズ（後のセンダント）に売却された。センダントの分割に伴い、リアロジーの傘下に入った。